# Jim Milisavljevic
Dragoljub „Jim“ Milisavljević (srbskou cyrilicí Драгољуб Милисављевић; 15. dubna 1951 Melbourne – 24. února 2022 tamtéž) byl australský fotbalový brankář.

## Fotbalová kariéra
Byl členem australské reprezentace na Mistrovství světa ve fotbale 1974, ale v utkání nenastoupil. Za reprezentaci Austrálie nastoupil v roce 1974 ve 4 utkáních. Na klubové úrovni hrál v Austrálii za Footscray JUST a Carlton Serbia.